# Olsons Tidning
Olsons Tidning var en dagstidning utgiven från den 21 september 1990 till 22 december 1995. Fullständiga titeln var Olsons tidning. Enligt Libris fortsattes utgivningen till 2003 men det saknas uppgifter för detta i nya Lundstedt på KB.

## Redaktion
Redaktionsort för tidningen var Värnamo. Nya Lundstedt betecknar tidningen som oppositionell men anger inte mot vad. Tidningen kom ut en gång i veckan på fredagar. Tidningen var enligt Nya Lundstedt ett annonsblad från 21 januari 1990 till 27 maj 1990 därefter dagstidning.  Olssons tidning företrädde Vänsterpartiets synpunkter i lokalpolitiken. 
Svante Olson var en känd person i Värnamo och  lokalpolitiker i Värnamo för Vänsterpartiet.Barbro Ernemo har också varit aktiv i Vänsterpartiet sedan 1976.
| Period                 | Ansvarig utgivare | Period                 | Redaktör       |
| 1990-04-09--1995-12-22 | Ernemo, Barbro    | 1990-09-21--1990-10-12 | ingen uppgift  |
| 1990-04-09--1995-12-22 | Ernemo, Barbro    | 1990-10-19--1992-01-03 | Olson, Svante  |
| 1990-04-09--1995-12-22 | Ernemo, Barbro    | 1990-10-19--1995-12-22 | Ernemo, Barbro |

## Tryckning
Förlaget hette Ernemo tidningsproduktion aktiebolag i Värnamo hela tiden. Tidningen trycktes i fyrfärg. Antikva användes som typsnitt och satsytan var tabloid. Antalet sidor varierade från 16 till 20. Upplagan var 2800 till 3100 exemplar. Priset för tidningen var 1990 120 kronor och 230 1994.
| Period                 | Tryckeri                          | Ort             |
| 1990-09-21--1990-11-09 | Kreativ reklam                    | Jönköping       |
| 1990-11-16--1993-07-02 | MPL-tryck aktiebolag              | Horda, Rydaholm |
| 1993-07-09--1993-07-30 | Smålänningen aktiebolag           | Ljungby         |
| 1993-08-06--1993-09-17 | MPL-tryck aktiebolag              | Rydaholm        |
| 1993-09-24--1995-12-22 | Nya Finnvedens tryckeriaktiebolag | Rydaholm        |